# Моложава
Моложава́ — село в Україні, у Городнянській міській громаді Чернігівського району Чернігівської області. Населення становить 123 осіб. До 2017 орган місцевого самоврядування — Моложавська сільська рада.
Єдина вулиця села тягнеться із сходу на захід. Село зі всіх сторін оточене лісом.

## Історія
Станом на 2017 рік село занедбане. Молодь виїжджає. Школа зруйнована, тому школярів відвозять на шкільному автобусі у сусіднє село.
У селі працюють магазин і медпункт.
У селі відсутній інтернет і зв'язок погано працює.
12 червня 2020 року, відповідно до розпорядження Кабінету Міністрів України № 730-р від «Про визначення адміністративних центрів та затвердження територій територіальних громад Чернігівської області», село увійшло до складу Городнянської міської громади.
19 липня 2020 року, в результаті адміністративно-територіальної реформи та ліквідації Городнянського району, село увійшло до складу Чернігівського району.

## Населення

### Мова
Розподіл населення за рідною мовою за даними перепису 2001 року:
| Мова       | Кількість | Відсоток |
| ---------- | --------- | -------- |
| українська | 121       | 98.37%   |
| російська  | 2         | 1.63%    |
| Усього     | 123       | 100%     |

## Відомі земляки
- Атрошенко Тамара Іванівна — депутат ВР УРСР 11 скликання, мати мера Чернігова Атрошенка Владислава.